# Don Laz
Don Laz (eigentlich: Donald Robert Laz; * 17. Mai 1929 in Chicago; † 21. Februar 1996 in Champaign, Illinois) war ein US-amerikanischer Stabhochspringer.
Als Student der University of Illinois wurde er 1951 NCAA-Meister. 1952 teilte er sich den US-Titel mit Bob Richards, 1953 mit George Mattos.
Sein größter Erfolg ist der Gewinn der Silbermedaille bei den Olympischen Spielen 1952 in Helsinki, wo er sich mit 4,50 m nur Richards geschlagen geben musste, der im letzten Versuch 4,55 m überquerte.
Bei den Panamerikanischen Spielen 1955 in Mexiko-Stadt gewann Laz Bronze.